# Samwise Gamgee
Samwise Gamgee (ur. 2983 roku Trzeciej Ery, zm. w Czwartej Erze) – postać ze stworzonej przez J.R.R. Tolkiena mitologii Śródziemia, bohater powieści Władca Pierścieni.
Był najmłodszym synem Hamfasta, od którego przejął rolę ogrodnika Bag End, posiadłości Bilba Bagginsa. Ten ostatni rozbudził u Samwise’a fascynację elfami i legendami Śródziemia, dzięki czemu Samwise ochotnie podążył za Frodem do Rivendell w 3018 roku Trzeciej Ery.
Podsłuchiwał przebieg narady u Elronda, a następnie został wybrany na członka Drużyny Pierścienia. Po rozpadzie Drużyny w Parth Galen ruszył za Frodem do Mordoru, by w ogniu Góry Przeznaczenia zniszczyć Jedyny Pierścień. Przez pewien czas po walce z Szelobą będąc przekonany, że Frodo nie żyje, nosił Pierścień i stał się na jakiś czas jego Powiernikiem.
Po powrocie z wyprawy wziął ślub z Różą Cotton i zamieszkał w Bag End razem z Frodem. W 3021 roku towarzyszył Frodowi w ostatniej podróży, do Mithlondu, skąd Frodo razem z Bilbem, Gandalfem, Elrondem i Galadrielą odpłynął do Amanu.
Odziedziczył po Bagginsach Bag End, w latach 7–56 Czwartej Ery był siedmiokrotnie wybierany na burmistrza Shire. Po śmierci Róży i oddaniu w powiernictwo swojej najstarszej córce, Elanor, Czerwonej Księgi, Samwise odpłynął za Morze jako ostatni z Powierników Pierścienia.
Do Amanu odpłynął w 86 roku Czwartej Ery.